# Pittosporum heckelii
Pittosporum heckelii är en tvåhjärtbladig växtart som beskrevs av Marcel Marie Maurice Dubard. Pittosporum heckelii ingår i släktet Pittosporum och familjen Pittosporaceae. Inga underarter finns listade.